# 원자 되튐
핵 물리학에서 원자 되튐(anatomic recoil) 또는 원자 반동은 원자의 비번역 자유도(non-translational degrees of freedom)를 변경하지 않고 상호 작용하는 입자의 운동량이 원자 전체로 전달될 때 원자와 에너지 기본 입자의 상호 작용의 결과이다. 그것은 순전히 양자 역학 현상이다. 원자 반동은 1904년 캐나다 최초의 여성 핵물리학자인 해리엇 브룩스(Harriet Brooks)가 발견했지만 잘못 해석되었다. 오토 한은 1908/09년에 이를 재작업하고 설명하고 시연했다. 물리학자 Walther Gerlach는 방사성 반동을 "광범위한 결과를 가져오는 물리학의 매우 중요한 발견"이라고 설명했다.
전달된 원자 반동의 운동량이 재료의 결정 격자를 파괴하기에 충분할 경우 공극 결함(vacancy defect)이 형성된다. 따라서 포논이 생성된다.
원자 반동과 밀접한 관련이 있는 것은 전자 되튐(electron recoil. 광여기(photoexcitation) 및 광이온화(photoionization) 참조)과 핵 되튐(nuclear recoil)이며, 여기서 운동량은 원자핵 전체로 전달된다. 핵 반동으로 인해 핵이 결정 격자의 정상 위치에서 벗어나게 되어 딸 원자가 더 쉽게 용해될 수 있다. 예를 들어 이는 특정 경우에 234U 대 238U의 비율을 증가시켜 연대 측정에 활용될 수 있다(우라늄-토륨 연대 측정(Uranium–thorium dating) 참조).
어떤 경우에는 양자 효과가 개별 핵으로의 운동량 전달을 금지할 수 있으며, 운동량은 결정 격자 전체로 전달된다(뫼스바우어 효과 참조).

## 같이 보기
- 순응도 (생리학)